# اچ‌ام‌اس رانلاف (۱۶۹۷)
اچ‌ام‌اس رانلاف (۱۶۹۷) (به انگلیسی: HMS Ranelagh (1697)) یک کشتی بود که طول آن ۱۵۸ فوت ۸ اینچ (۴۸٫۴ متر) بود.